# امامزادة هاشم (مقاطعة فومن)
امامزادة هاشم (بالفارسية: امامزاده هاشم) هي قرية تقع في غيلان في إيران.